# Come un delfino
Come un delfino è una serie televisiva italiana del 2011, andata in onda il 1º marzo e il 2 marzo in prima serata su Canale 5. Ideata e prodotta dallo stesso Ciro De Maio, il personaggio di Alessandro Dominici si ispira alla storia vera di Domenico Fioravanti, ex nuotatore che nel 2004 fu costretto a ritirarsi a causa di una ipertrofia cardiaca.
Nel febbraio 2012 iniziarono le riprese per la seconda serie che andò in onda a partire dal 15 maggio 2013. Nel cast troviamo Tony Sperandeo, Lorenzo De Angelis, Federico Costantini, Diego d'Elia, Alan Cappelli e Giulia Bevilacqua.

## Trama
Alessandro Dominici, campione di nuoto olimpionico, viene costretto ad interrompere la propria carriera agonistica per motivi di salute. Dall'età di 12 anni ha il trauma della morte del padre, annegato per l'affondamento della sua barca, del quale pensa di essere responsabile per non essere riuscito a salvarlo. Dopo essere stato deriso dai colleghi Luca Marin, Filippo Magnini, Alessia Filippi e Emiliano Brembilla (loro stessi), dal suo manager Ugo e dal suo allenatore, accoglie la proposta dell'amico don Luca che lo convince ad allenare dei ragazzi, con precedenti penali, di una comunità minorile a Messina. Con l'aiuto del guardiano Spartaco e del magistrato Valeria Viti riesce ad aiutare i ragazzi sottraendoli alla mafia locale di Don Totuccio Scalese. Alla fine, dopo un periodo di tre mesi passati ad allenarsi presso lo zio di Alessandro, Carlo, nel mare delle Eolie, a causa dell'inquinamento della loro piscina con dell'acido fenico da parte degli Scalese, inquinamento che ha mandato all'ospedale uno dei ragazzi, la squadra riesce a vincere i Campionati italiani Assoluti di Roma nella staffetta 4x100 m stile libero, alla quale deve partecipare proprio l'allenatore a causa dell'attentato subito da Nico.
Oltre a Nico anche gli altri ragazzi hanno avuto dei problemi: Andrea è dentro per aver presumibilmente ucciso il padre, Nazi si è lasciato convincere dagli Scalese a denunciare don Luca con il pretesto di farlo allontanare e di guadagnarsi la fiducia del mafioso, Nasca è accusato di violenza sessuale, Bernardo detto Bibbi si è lasciato arrestare per una falsa rapina con il pretesto di scappare dal padre prepotente e Rocco, un ragazzo sordomuto violento.

## Episodi
| Stagione         | Episodi | Prima TV |
| ---------------- | ------- | -------- |
| Prima stagione   | 2       | 2011     |
| Seconda stagione | 4       | 2013     |

## Curiosità
- Per Andrea Troina, l'attore che ha recitato la parte di Bibbi, fu la prima esperienza televisiva.
- Domenico Fioravanti appare come assistente del medico che dà parere negativo ad Alessandro Dominici per il proseguimento della carriera agonistica.
- Il personaggio di Zingaro Nazi doveva esserci anche nella seconda serie ma, data la prematura scomparsa dell'interprete Damiano Russo, gli autori decisero di far morire il suo personaggio a inizio serie (cambiare attore sembrava una "mancanza di rispetto" alla memoria di Damiano). Si vedrà infatti steso a terra di spalle e poi il gruppo lo ricorderà durante il funerale con immagini della prima serie. Un altro omaggio a Damiano Russo è nel nome di Nazi che, per la prima volta, sarà urlato da Alessandro nel momento dell'esplosione. Il vero nome di Nazi, scopriremo proprio in quel momento, era Damiano.
- La serie, con la seconda stagione, è stata la prima fiction Mediaset ad essere trasmessa in HD.
- Un punto focale della seconda stagione è la necessità di uno dei ragazzi di subire un'operazione che a detta del chirurgo deve subire il prima possibile per evitare di restare permanentemente paralizzato dalla vita in giù, e per la quale, sempre a detta del chirurgo, è necessaria una notevole somma di denaro, con cui il clan degli Scalese tenta di corrompere il ragazzo. Questa sottotrama somiglia molto a una sottotrama  della serie Gomorra, in cui uno dei personaggi, bisognoso di un trapianto di fegato, è costretto ad accettare i soldi da un clan mafioso. L'episodio in questione fu aspramente criticato, in quanto in Italia un'operazione chirurgica salvavita o atta a evitare una disabilità permanente è totalmente a carico dello stato, quindi non è verosimile che qualcuno si ritrovi privo delle risorse economiche per un intervento chirurgico simile.[2]
- Le musiche furono composte, strumentate e dirette da Ennio Morricone.[3]

## Luoghi delle riprese
Le riprese vennero realizzate in Sicilia: Messina (tra i luoghi c'è Piazza della Stazione), Milazzo (la zona del Castello, il lungomare Garibaldi, il centro cittadino e l'area portuale) e Isole Eolie (in particolare Alicudi e l'osservatorio di Salina); a Roma [tra i luoghi c'è lo Stadio del Nuoto, centro delle strutture sportive di eccellenza della FIN (Federazione Italiana Nuoto) e il Parco della Mistica], ma anche a Malta.

## Ascolti

### Prima stagione
| Puntata | Messa in onda | Telespettatori | Share  |
| ------- | ------------- | -------------- | ------ |
| 1       | 1º marzo 2011 | 6.046.000      | 22,89% |
| 2       | 2 marzo 2011  | 7.345.000      | 27,09% |

### Seconda stagione
| Puntata | Messa in onda  | Telespettatori | Share  |
| ------- | -------------- | -------------- | ------ |
| 1       | 15 maggio 2013 | 3.815.000      | 14,09% |
| 2       | 22 maggio 2013 | 3.947.000      | 15,82% |
| 3       | 29 maggio 2013 | 4.287.000      | 17,13% |
| 4       | 5 giugno 2013  | 4.833.000      | 19,17% |